# 小白腰朱顶雀
，是雀形目燕雀科的一种鸟类。

## 特征
小白腰朱顶雀体重约12克，翼长约72毫米，嘴峰长约10.7毫米，喙宽度约4.8毫米，喙厚度约5.8毫米，跗蹠长约14.2毫米，尾长约58毫米。小白腰朱顶雀是部分迁徙的鸟类，其栖息在密集的高大的树木组成的森林中，食性为草食性，主要食物来源是植物的干果或种子。

## 分布
以前只限于不列颠群岛和阿尔卑斯山；近几十年来繁殖范围扩大，在更靠东的区域不连续地分布，包括挪威南部、瑞典西南部和丹麦，东到波兰南部、斯洛伐克和罗马尼亚北部。人为引进至新西兰。